# Джаффе, Рона
Рона Джаффе (англ. Rona Jaffe, 12 июня 1931 — 30 декабря 2005) — американская писательница, публиковавшая свои работы в период с 1958 по 2003 годы. Самым знаменитым произведением автора считается роман «Лабиринты и монстры», сюжет которого лёг в основу снятого в 1982 году одноимённого фильма.

## Биография
Родилась в благополучной еврейской семье в Бруклине. Бо́льшую часть детства прожила в Верхнем Ист-Сайде Манхэттена. Была единственным ребёнком в семье. Отец — Самуэль Джаффе, мать — Диана Джаффе (в девичестве Гинсберг). Дед был строительным магнатом. В 1953 году Рона Джаффе окончила Колледж Рэдклифф.
Свою первую книгу, «Всё самое лучшее» (1958), Джаффе написала, работая помощником редактора в Фосетт Пабликейшнс. В 1959 году по этому роману был снят одноимённый фильм с Джоан Кроуфорд в главной роли. Книга рассказывает о месте женщины в мире труда. В 2004 году знаменитый критик Камилла Палья отметила, что находит много общего между книгой Джаффе и популярным телесериалом «Секс в большом городе».
В 60-е годы писала для популярного женского журнала «Cosmopolitan». Главный редактор журнала, Хелен Браун, оказала сильное влияние на писательский стиль и характер Роны Джаффе.
В 1981 году Рона Джаффе публикует свой самый знаменитый и неоднозначный роман «Лабиринты и монстры», повествующий об игре «Dungeons & Dragons». В книге писательница показывает, как игра вызывает дезориентацию и галлюцинации у своих игроков, а также толкает их на мысли о самоубийстве. В 1982 году выходит одноимённый фильм по книге Джаффе с молодым Томом Хэнксом в главной роли.
За свою карьеру Рона Джаффе написала 17 романов. Скончалась 30 декабря 2005 года от рака в Лондоне.

## Список произведений
- «Всё самое лучшее» (англ. The Best of Everything, 1958)
- «Вдали от дома» (англ. Away from Home, 1960)
- «Последний из волшебников» (англ. The Last of the Wizards, 1961)
- «Мистер Райт мёртв» (англ. Mr. Right Is Dead, 1965)
- «Вишенка в Мартини» (англ. The Cherry in the Martini, 1966)
- «Известная игра» (англ. The Fame Game, 1969)
- «Другая женщина» (англ. The Other Woman, 1972)
- «Семейные тайны» (англ. Family Secrets, 1974)
- «Последний шанс» (англ. The Last Chance, 1976)
- «Класс Реюньон» (англ. Class Reunion, 1979)
- «Лабиринты и монстры» (англ. Mazes and Monsters, 1981)
- «После Реюньона» (англ. After the Reunion, 1985)
- «Американская история любви» (англ. An American Love Story, 1990)
- «Кузины» (англ. The Cousins, 1995)
- «Пять женщин» (англ. Five Women, 1997)
- «Избранная дорога» (англ. The Road Taken, 2000)
- «Сезон номеров для новобрачных» (англ. The Room-Mating Season, 2003)